# 2018年泰国杀妻骗保案
2018年泰国杀妻骗保案是一起发生在泰国普吉岛的谋杀案。凶手与被害者是一对来自中国的夫妻。2018年10月29日，29岁的天津女子在泰国普吉岛一酒店泳池里被发现死亡，与其同行的丈夫张轶凡被泰国警方认定为凶嫌。案发前，凶手曾为其妻子在11家不同的保险公司购买大额保单。2019年12月24日，泰国法院依据刑法第289（4、5）条，以蓄意谋杀、残忍伤害他人致死罪提起公诉，当庭宣判张轶凡获无期徒刑。2021年4月27日，泰国普吉府第八区中级法院认同初级法院依据刑法289（4）有预谋有计划蓄意杀害他人，改判被告死刑。